# Harpans kraft

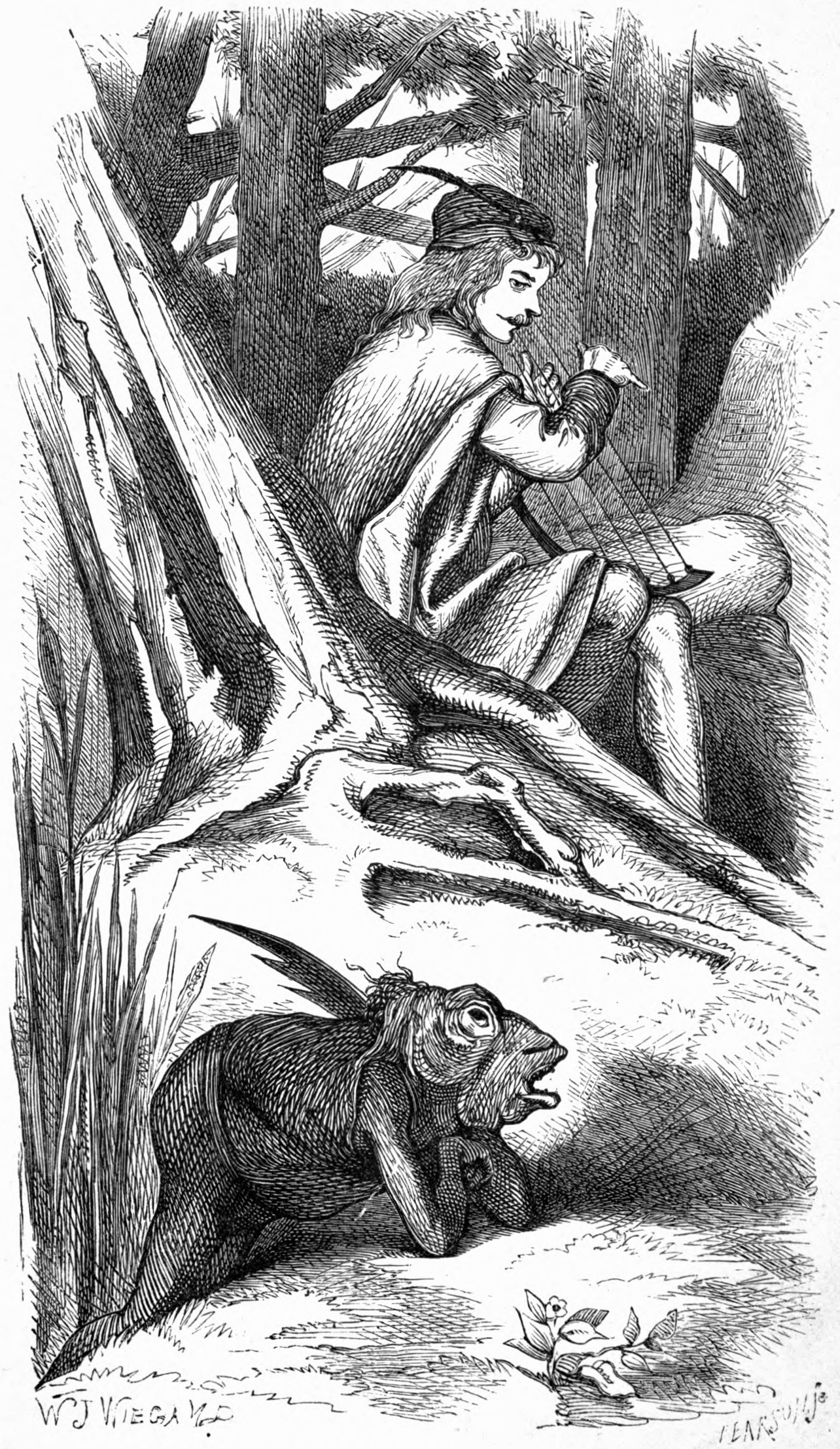
Herr Peder och Näcken av W. J. Wiegand

Harpans kraft (klassifikation: SMB 22, TSB A 50) är en naturmytisk balladtyp som finns upptecknad i Sveriges Medeltida Ballader i 49 svenska varianter (varav två är finlandssvenska) från 1690-talet och framåt. 21 av varianterna består av eller är försedda med melodier.

## Handling
En man (ofta "herr Peder") frågar sin trolovade (ibland "liten Kerstin") varför hon är så sorgsen. Hon svarar till sist att hon kommer att falla i strömmen på väg till sitt bröllop. Mannen lovar att bygga en bred och stark bro över strömmen, och att han och hans män skall skydda henne. Emellertid faller jungfrun ändå i strömmen (i vissa varianter därför att alla männen lockats iväg efter villebråd). Mannen låter hämta sin gullharpa, och spelar så vackert på den att näcken tvingas lämna tillbaka hans trolovade (och ibland hennes släktingar, som näcken på liknande sätt fångat tidigare). Sorgen förbyts i glädje.
Motivet med harpospelet som betvingar naturväsenden finns också i variant SMB 21 G av Ungersven och havsfrun (som alltså slutar lyckligt på liknande sätt som Harpans kraft). Omvänt är handlingen i variant SMB 20 L (Necken Bejlare) av Näcken bortför jungfrun mycket lik denna balladtyp, utom att brudens räddning medelst harpospel har utgått (och balladen alltså slutar olyckligt).

## Paralleller på andra språk
Balladtypen finns också på danska som Harpens kraft (DgF 40), på isländska (IFkv 3), och på norska som Villemann og Magnhild.

## Inspelningar
Traditionsinspelning:
- Efter och inspelat med Svea Jansson år 1958, på grammofonskivan Den medeltida balladen, SR RELP 5003-5006

Modern variant:
- Gruppen Folk och rackare, på skivan Anno 1979 från 1979. (Ny melodi.)